# Richard Hayes
Richard Hayes (1715 – 1740) è stato un matematico britannico.
Le notizie su questo autore non sono molte, benché siano rimasti molti suoi lavori. Il più importante è A new method for valuing of annuities upon lives, legato agli studi di fine XVIII secolo sulla statistica. L'opera uscì a spese dell'autore a Londra nel 1727, per poi essere riprodotta nel 1746 e ancora nel 1789. Gli altri volumi dello stesso autore sono 
The young merchant's assistant (1718), Negotiators' Magazine; or the Exchange anatomized (1719) e Interest at one view, di cui esistono numerose edizioni.